# WDM
WDM Valovnodolžinsko multipleksiranje (razvrščanje)  
WDM (angl. Wavelength division multiplexing) je tehnika multipleksiranja v optičnih komunikacijah, kjer se za prenos telekomunikacijskih signalov uporablja več valovnih dolžin, ki sočasno potujejo po enem optičnem vlaknu. 
Vsak vhodni signal se pridobi iz laserja z določeno, v naprej definirano valovno dolžino. Vsi ti vhodni signali se nato na multipleksorju sestavijo in pošljejo v optično vlakno. Na sprejemni strani s pomočjo demultipleksorja, skupni signal spet loči v posamezne signale. Ne glede na to, da se vsi kanali sočasno prenašajo po istem vlaknu, se prenašajo neodvisno in se med seboj ne motijo

## Klasifikacija
Danes sta v uporabi dva različna WDM sistema:
- CWDM (angl. Coarse wavelength division multiplexing) Grobo valovnodolžinsko multipleksiranje in
- DWDM (angl. Dense wavelength division multiplexing) Gosto valovnodložinsko multipleksiranje.

### CWDM
Za grobo valovnodolžinsko multipleksiranje je mednarodna zveza za telekomunikacije ITU-T v svojem priporočilu G.694.2 definirala 18 kanalov z razmakom 20 nm za valovne dolžine med 1270 nm in 1610 nm. Večina proizvajalcev ponuja le opremo za 16 kanalov, pri čemer se valovni dolžini za 1370 nm in 1390 nm ne uporabljata zaradi močno povečanega slabljenja optičnega vlakna pri 1383 nm, zaradi vodnega vrha (močno povečana absorbcija svetlobe zaradi prisotnosti OH-ionov v steklu). Po CWDM sistemih lahko neodvisno prenašamo signale s prenosnimi hitrostmi 1 Gbit/s, 2,5 Gbit/s ali 10 Gbit/s.

### DWDM
Za gosto valovnodložinsko multipleksiranje je mednarodna zveza za telekomunikacije ITU-T v svojem priporočilu G.694.1 definirala 4 možne frekvenčne korake in sicer 12,5 GHz, 25 GHz, 50 GHz in 100 GHz. Za vse korake velja enaka centralna frekvenca in sicer 193,1 THz. Kanal se izračuna kot: 
193,1 THz + n · korak, 
kjer je n pozitivno ali negativno celo število vključno z 0, korak pa je izbran frekvenčni korak. Sistem DWDM pri prenosu na dolge razdalje uporablja optične vlakenske ojačevalnike s primesjo erbija (angl. Erbium Doped Fiber Amplifier - EDFA), ki delujejo v pasu C (od 1530 nm – 1565 nm) in so nameščeni na pribl. 80 km. Po CWDM sistemih lahko neodvisno prenašamo signale s prenosnimi hitrostmi 1 Gbit/s, 2,5 Gbit/s,10 Gbit/s, 40 Gbit/s in 100 Gbit/s.